# Střední průmyslová škola, Ústí nad Labem, Resslova 5
Střední průmyslová škola, Ústí nad Labem, Resslova 5, příspěvková organizace je škola s výukou maturitních a učebních oborů v oblasti elektrotechniky, strojírenství, dopravních prostředků, informatiky, logistiky a poštovní přepravy. Škola má v současnosti dvě střediska, která vznikla sloučením dvou samostatných škol.

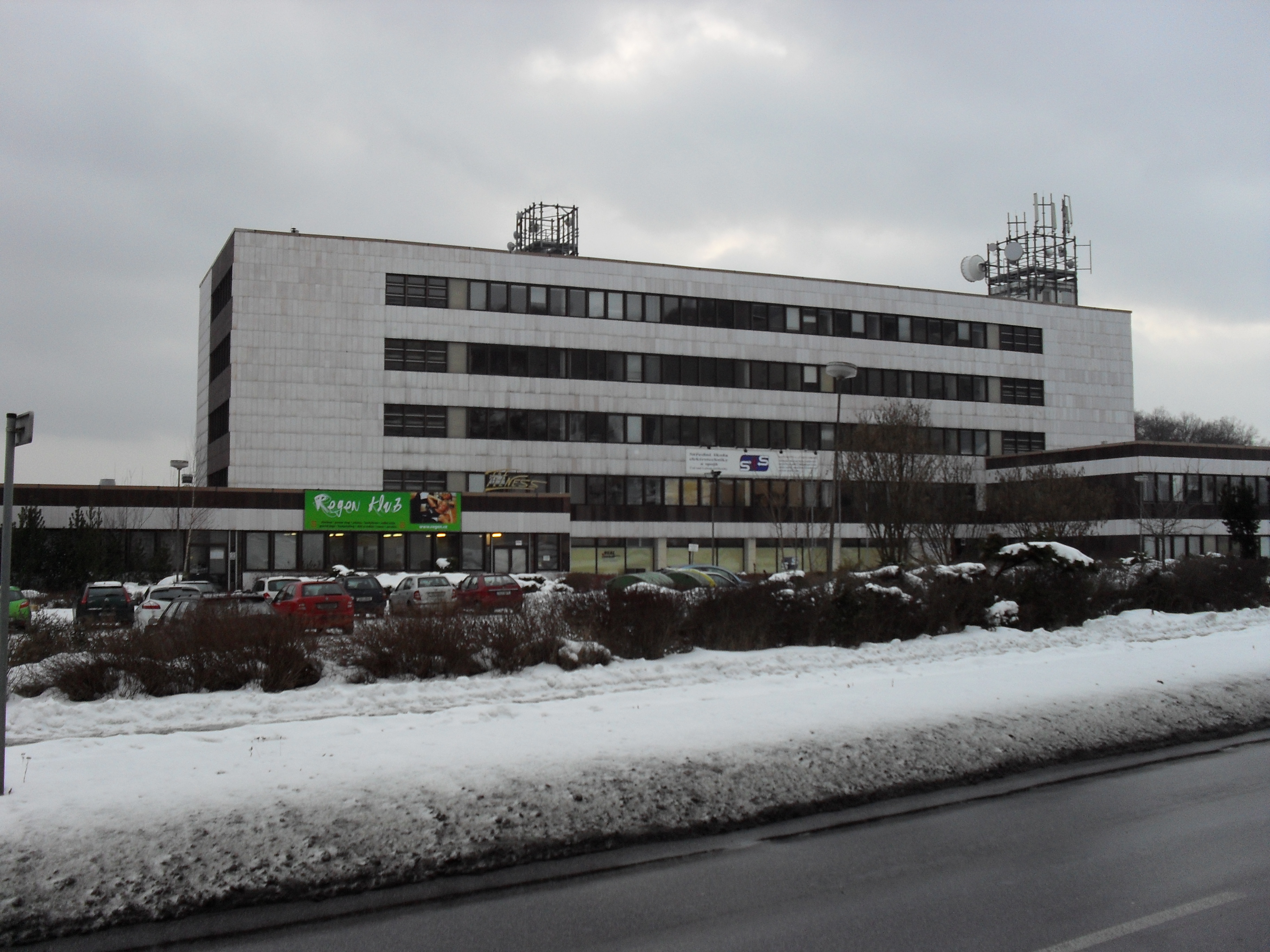
Středisko Stříbrníky

## Vyučované obory

### Středisko Resslova[1]

#### Maturitní obory
- 23-41-M/01 - Strojírenství, zaměření Počítačová podpora konstruování a výroby
- 23-45-M/01 - Dopravní prostředky, zaměření Silniční vozidla a logistika
- 26-41-M/01 - Elektrotechnika, zaměření Informatika a aplikovaná elektrotechnika
- 26-41-M/01 - Elektrotechnika, zaměření Automatizace a počítačové aplikace

Škola dále vyučuje dva dobíhající obory: 23-41-M/01 - Strojírenství, zaměření Počítačová podpora konstruování a výroby a 26-41-M/01 - Elektrotechnika, zaměření Informatika a aplikovaná elektrotechnika.

### Středisko Stříbrníky

#### Maturitní obory[2]
- 26-41-L/01 - Mechanik elektrotechnik
- 18-20-M/01 - Informační technologie, zaměření Počítačové sítě a programování
- 37-42-M/01 - Logistické a finanční služby

#### Učební obory[3]
- 26-52-H/01 - Elektromechanik pro zařízení a přístroje
- 26-51-H/02 - Elektrikář - silnoproud
- 37-51-H/01 - Manipulant poštovního provozu a přepravy

## Vznik[4]
Škola vznikla 1. září 2012 sloučením Střední školy elektrotechniky a spojů, Ústí nad Labem-Stříbrníky se Střední průmyslovou školou strojní a elektrotechnickou, Ústí nad Labem, Resslova 5, nástupnickou organizací se stala Střední průmyslová škola, Ústí nad Labem, Resslova 5, příspěvková organizace. Ředitelem byl zvolen Mgr. Bc. Jaroslav Mareš.